# Jana Pešková (umělkyně)
Jana Pešková (rozená Rosínová, * 28. června 1947 Český Krumlov) je česká keramička, malířka a pedagožka.

## Život
Narodila se roku 1947 v Českém Krumlově do rodiny Rosínových. Její rodiče měli kladný vztah k výtvarnému umění a hudbě, oba rodiče pracovali jako učitelé. Vzdělání získala na Střední uměleckoprůmyslové škole v Bechyni v oboru malování na keramiku, kde studovala od roku 1962 do roku 1966. Po dokončení studia působila v podniku Keramo, nejprve jeden rok v Kostelci nad Černými lesy a druhý rok byla přeložena do Prahy.
Do Českého Krumlova se vrátila po naléhání rodičů v roce 1968 a pustila se do zakládání vlastní keramické díly a rekonstrukce domu, který pro ni zakoupil její otec. Podařilo se jí získat řemeslné povolení a z počátku měla velkou podporu u vedení města i mezi místními obyvateli. S rekonsturkcí domu jí pomáhal její první manžel Josef Čermák z Českých Budějovic, se kterým postupem času měla dvě děti.
Podpora vymizela poté, co se seznámila s památkářem Petrem Peškem, za kterého se později vdala a měla s ním své třetí dítě. Petr Pešek byl neoblíbený kvůli své snaze o záchranu památek, ale i vystupování proti komunistickému režimu. V té době Jana Pešková přišla o řemeslné oprávnění s oficiálním odůvodněním, že její práce je příliš umělecká a nejde o řemeslnou tvorbu a pokud se chce keramice dál věnovat měla by se stát členkou Českého fondu výtvarných umění; její žádosti o členství však dlouho nebylo vyhověno, získala jej až v roce 1982 a po celou dobu čekání na schválení nemohla svá díla prodávat. Roku 1983 získala také restaurátorské povolení.
V roce 1989 patřila k zakládajícím členům českokrumlovského Občanského fóra společně se svou sestrou Vladimírou Konvalinkovou.

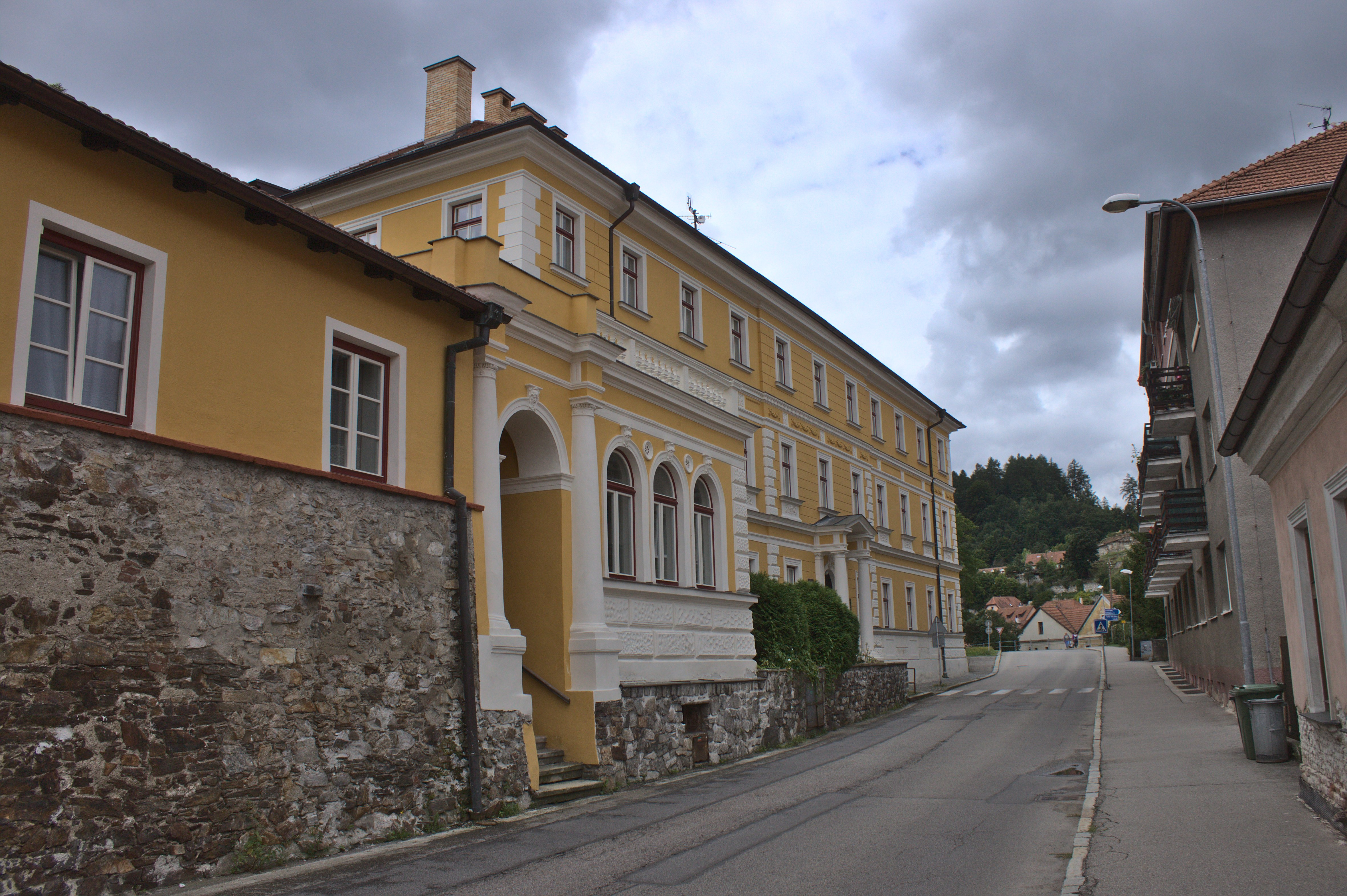
SUPŠ sv. Anežky v Českém Krumlově

Od roku 1992 působila jako učitelka keramiky na nově vzniklé Střední uměleckoprůmyslové škole sv. Anežky České v Českém Krumlově, kterou zakládala společně s manželem Petrem Peškem a Markem Borsányim s cílem vzdělat odborníky pro restaurování krumlovských památek. Postupně se však škola začala zaměřovat spíše na volnou tvorbu. Později se zde Jana Pešková věnovala i výuce malby. Během svého pedagogického působení si také doplnila vysokoškolské vzdělání na Pedagogické fakultě Jihočeské Univerzity, kde promovala v roce 2001.

## Dílo

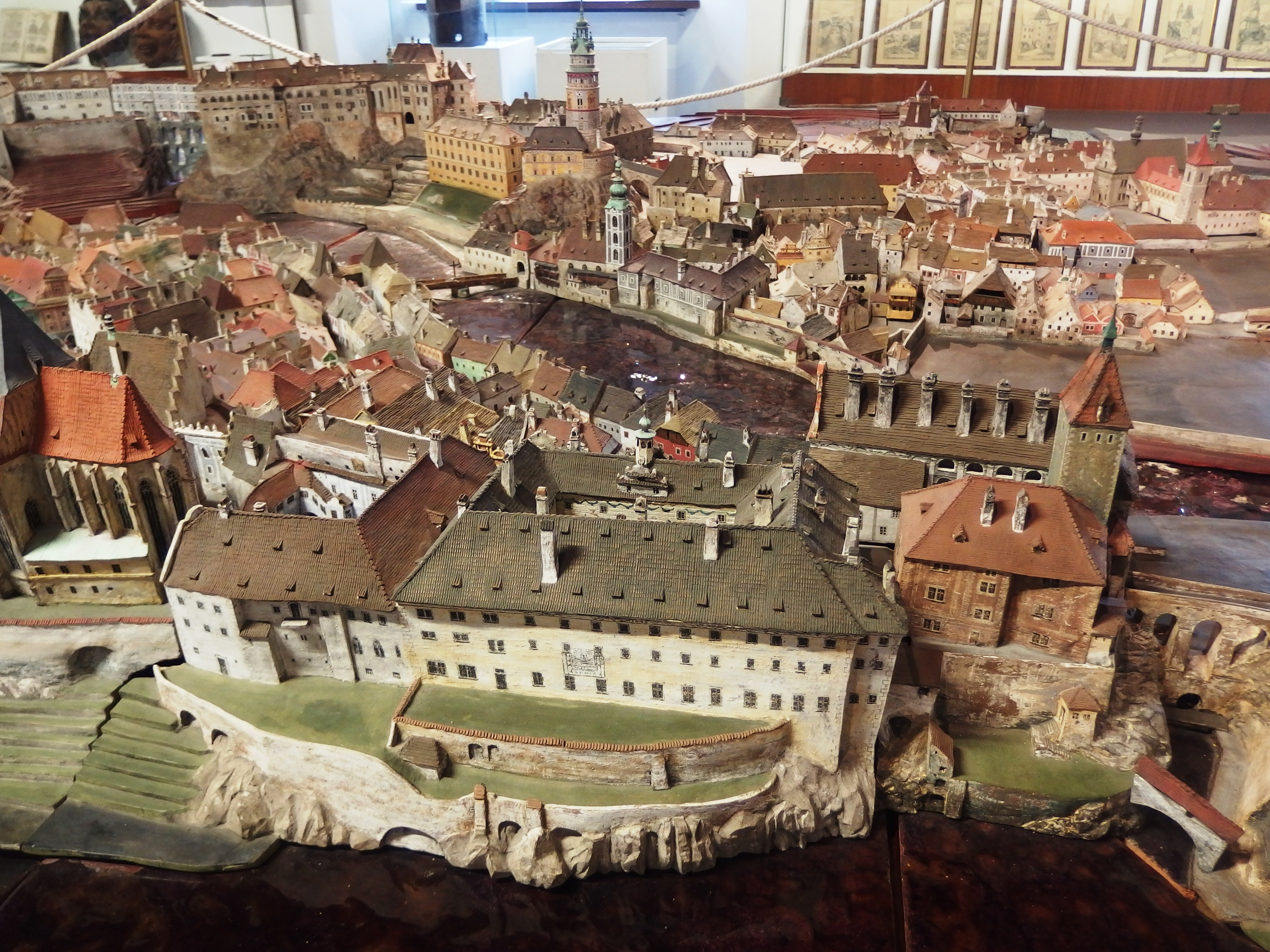
Keramický model města Český Krumlov

Ve své tvorbě se věnuje převážně volné keramice a malbě technikou akvarelu. Její malby zobrazují především krajinu Šumavy a město Český Krumlov a maluje též portréty. Kromě volné tvorby se ale věnovala i restaurování – vytvořila několik replik atikových váz v Českých Budějovicích a restaurovala keramické prvky na věži Zámku Český Krumlov.
Společně se svým manželem, ing. arch. Petrem Peškem, vytvořila keramický model města Český Krumlov v jeho podobě z roku 1800 v měřítku 1:200 z kolorované pálené hlíny, řeka je tvořena roztaveným sklem. Na modelu pracovali v letech 1977–1984. Toto dílo vyžadovala nejen řemeslnou zdatnost, ale i intenzivní studium archivních pramenů, aby byl výsledek založen na reálné podobě města. Například objevli původní podobu městského opevnění, o které se předpokládalo, že je ztracená. V roce 2006 byl tento model zapsán do České knihy rekordů.

## Výstavy
- 1983, Mladí jihočeští výtvarníci a hosté, Štětín[9]
- 1987, Keramika: Pešková, Konvalinková, Okresní vlastivědné muzeum, Český Krumlov[10]
- 1988, Krása očima žen, Závodní klub ROH k.p. ZVVZ, Milevsko[11]
- 1988, Krása očima žen, Závodní klub ROH n.p. Jitex, Písek[11]
- 2007, Mladí jihočeští výtvarní umělci po 25 (a více) letech, Muzeum Jindřichohradecka, Jindřichův Hradec[12]
- 2007, Mladí jihočeští výtvarní umělci po 25 (a více) letech, Prácheňské muzeum v Písku, Písek[12]
- 2011, Akvarely ze Šumavy, Památník – rodný dům Adalberta Stiftera, Horní Planá[13]
- 2016, Keramika Jana Pešková, Ivan Bukovský Obrazy, Městské muzeum a galerie Vodňany, Vodňany[14]
- 2019, Akvarelové portréty, Galerie Vlašský Dvůr, Český Krumlov[13]
- 2019, Výtvarníci z Dobrkovického mlýna, Galerie Dolní brána, Prachatice[15]
- 2020–2021, Jana Pešková akvarely a keramický model města Jany a Petra Peškových, Regionální muzeum v Českém Krumlově, Český Krumlov[16]